# 유전체 각인
유전체 각인(遺傳體 刻印), 영어: genomic imprinting)은 유전자의 유전자 발현이 부모로부터의 원인에 의해 달라지는 후성유전학적 현상이다. 안젤만 증후군이나 프래더-윌리 증후군, 노새와 버새의 차이 등이 있다.

## 같이 보기
- 여성 정자
- 남성 난자